# Hanafuda
Hanafuda (花札 ‘cartas de flores’?) es una baraja de cartas karuta (barajas tradicionales de naipes japoneses), que se inventó a mediados del siglo XVI. Por lo general, son más pequeñas que las cartas occidentales, solo 5,4 por 3,2 centímetros (2,1 por 1,3 pulgadas), pero más gruesas y rígidas. En el anverso de cada carta se encuentra una representación de plantas, tanzaku (短冊), animales, pájaros u objetos hechos por humanos. Solo una de estas cartas representa a una persona. Su reverso suele ser liso, sin ningún patrón ni diseño, y tradicionalmente coloreado en rojo o negro. Se usan para varios juegos de mesa de hacer parejas, o juegos de pesca, como son conocidos allí, entre estos Koi-Koi y Hachi-Hachi.

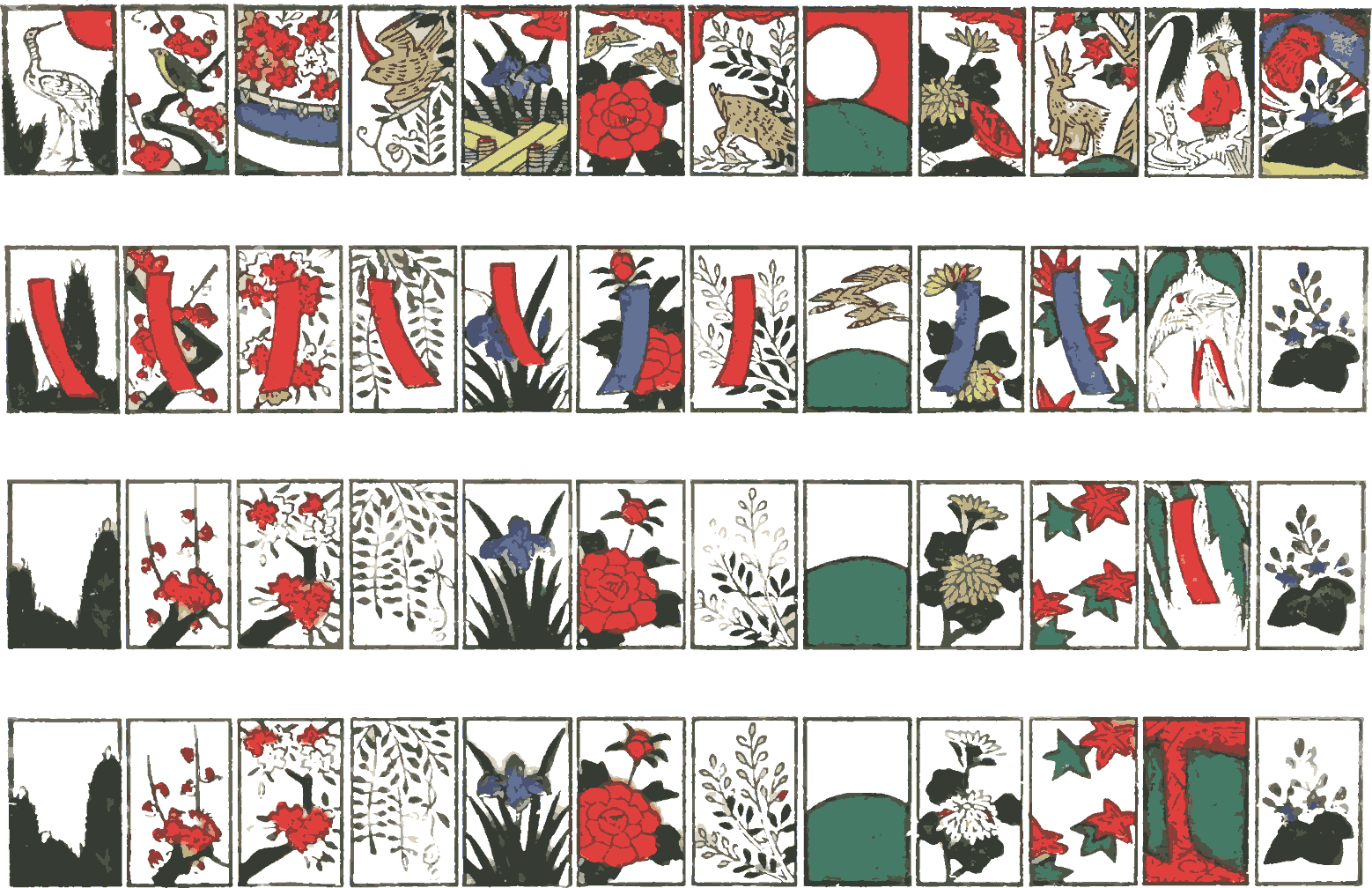
Imagen de cartas hanafuda.

En Japón, es una de las dos barajas karuta más populares junto con uta-garuta (‘el juego de los cien poetas’).

## Fuera de Japón
En Corea, las cartas hanafuda se conocen con el nombre hwatu (coreano: 화투, hanja: 花鬪, 'flower battle') y están hechas de plástico con un reverso texturado. El juego más popular al que se usan para jugar es Go-Stop (coreano: 고스톱). Aquí es muy común que se lo juegue durante días festivos especiales tales como el Año Nuevo coreano y Chuseok (coreano: 추석). Jugar a Go-Stop con la familia durante las reuniones de los días festivos se ha convertido en parte de la cultura de los habitantes coreanos desde hace muchos años.
En Hawái, se utilizan para jugar a Sakura. También se usan para jugar en la colonia japonesa anterior de Micronesia, donde se le conoce como hanahuda y se utilizan para jugar un juego de cuatro personas, que a menudo se juega en parejas.

## Composición
Existen 48 cartas en total, divididas en doce palos que representan los meses del año. Cada palo está designado por una flor y consta de cuatro cartas. Se puede incluir una carta en blanco adicional como reemplazo. En las barajas coreanas de hwatu, varios comodines (조커패) otorgan diversas bonificaciones.
Las categorizaciones estándar y los valores de cada carta son los siguientes. Se debe tener en cuenta que algunos juegos cambian los valores de las cartas o las categorizaciones. Por ejemplo, en el juego Hachi-Hachi, todas las cartas de noviembre cuentan como kasu, mientras que en el juego Sakura, los valores de las cartas son diferentes.
| Mes        | Flor                                  | Cartas | Imágenes |
| ---------- | ------------------------------------- | --- | -------- |
| Enero      | Matsu (松) (Pino)                     | 2 básicas (1 punto), 1 cinta roja poética (5 puntos) y 1 especial: Grulla y sol (20 puntos). |          |
| Febrero    | Ume (梅) (Ciruelo en flor)            | 2 básicas (1 punto), 1 cinta roja poética (5 puntos) y 1 especial: Ugüisu (ruiseñor japonés) en el árbol (10 puntos).                                                                              |          |
| Marzo      | Sakura (桜) (Cerezo en flor)          | 2 básicas (1 punto), 1 cinta roja poética (5 puntos) y 1 especial: Telón (20 puntos). |          |
| Abril      | Fuji (藤) (Glicina)                   | 2 básicas (1 punto), 1 cinta roja (5 puntos) y 1 especial: Hototogüisu (cuculí) en el árbol (10 puntos).                                                                                           |          |
| Mayo       | Ayame (菖蒲) (Iris, especie de lirio) | 2 básicas (1 punto), 1 cinta roja (5 puntos) y 1 especial: Lirio y puente (10 puntos). |          |
| Junio      | Botan (牡丹) (Peonía)                 | 2 básicas (1 punto), 1 cinta azul (5 puntos) y 1 especial: Mariposas (10 puntos). |          |
| Julio      | Hagi (萩) (Lespedeza)                 | 2 básicas (1 punto), 1 cinta roja (5 puntos) y 1 especial: Jabalí (10 puntos). |          |
| Agosto     | Susuki (薄) (Eulalia japonesa)        | 2 básicas (1 punto), 2 especiales: Gansos volando (10 puntos), luna llena en cielo rojo (20 puntos).                                                                                               |          |
| Septiembre | Kiku (菊) (Crisantemo)                | 2 básicas (1 punto), 1 cinta azul (5 puntos) y 1 especial: Copa de Sake (10 puntos). |          |
| Octubre    | Momiji (紅葉) (Arce)                  | 2 básicas (1 punto), 1 cinta azul (5 puntos) y 1 especial: Ciervo bajo árbol (10 puntos). |          |
| Noviembre  | Yanagi (柳)※1 (Sauce)                 | 1 básica: Rayo (1 punto) (que puede ser especial en algún juego), 1 cinta roja (5 puntos) y 2 especiales: Golondrina (10 puntos) y calígrafo con paraguas y rana (Hombre de la lluvia, 20 puntos). |          |
| Diciembre  | Kiri (桐)※1 (Paulonia)                | 3 básicas (1 punto, una de color diferente a las demás) y 1 especial: Hō-ō (Fénix chino) (20 puntos).                                                                                              |          |

Algunos mazos pueden tener una carta adicional la cual puede estar en blanco (para dibujar un reemplazo) o presentar el logotipo del fabricante. En la versión coreana hwatu, las cartas de noviembre y diciembre han sido intercambiadas. Hwatu también puede incluir una variedad de cartas adicionales que varían en funcionalidad, incluyendo "cartas de servicio" (서비스 패) las cuales otorgan bonificaciones variadas.

### Significado de sus textos
- Las cartas tanzaku de enero y febrero tienen la frase あかよろし ( akayoroshi?), empleando el hentaigana 𛀙 para la letra ka. El significado de la frase es desconocido; se teoriza que pueda ser una contracción de 明らかによろしい ( akiraka ni yoroshii?, literalmente “evidentemente bueno”).[2]
- La carta tanzaku de marzo dice みよしの ( mi-Yoshino?), refiriéndose a la ciudad de Yoshino, Nara. Yoshino es conocida por sus árboles de cerezo, especialmente su híbrido Somei-Yoshino.
- La carta de copa de septiembre tiene escrito el kanji 寿 ( kotobuki?, longevidad).

## Historia

### Época antigua
Aunque los juegos de cartas refinados eran jugados en Japón por la nobleza desde hacía años, no eran de uso general, ni jugados por las clases más bajas. Esto cambió en el décimo octavo año de Tenmon (1549 d. C.) cuando Francisco Javier llegó a Japón. La tripulación de su nave llevaba unas cartas llamadas Hombre (baraja portuguesa de 48 cartas) de Europa, y reglamentos para jugar con estas, y más específicamente, juegos de cartas con apuesta, que llegaron a ser extremadamente populares entre el pueblo japonés.
Cuando Japón cerró posteriormente todo el contacto con el mundo occidental en 1633, las cartas de juego extranjeras fueron prohibidas. A pesar de esto, seguían siendo muy populares. El juego privado con apuestas durante el shogunato Tokugawa era ilegal. Pero como los juegos de cartas en sí mismos no fueron prohibidos, las nuevas cartas fueron creadas con diversos diseños para evitar la restricción. Por ejemplo, un jugador anónimo diseñó una baraja conocida como Unsun Karuta, cuyas cartas fueron adornadas con arte chino: guerreros, armamento, armadura, y dragones chinos. El mazo consistía en 75 cartas, y no se hizo tan popular como los juegos de cartas occidentales habían sido, simplemente debido a la dificultad de familiarizarse con el sistema. Cuando el juego con apuesta con algún diseño particular de la baraja llegó a ser demasiado popular, el gobierno prohibió esas cartas para restringir la actividad, que entonces incitó la creación de nuevas cartas. Este juego del gato y del ratón entre el gobierno y los jugadores rebeldes dio lugar a la creación de muchos diseños diferentes. Durante la era del Edo y las eras de Meiwa, de Anei, y de Tenmei (hacia 1765-1788), un juego llamado Mekuri Karuta tomó el lugar de Unsun Karuta. Era una baraja de 48 cartas dividida en 4 palos de 12, y llegó a ser terriblemente popular y era una de las formas más comunes de jugar con apuesta en este periodo. De hecho, llegó a ser tan de uso general para jugar que fue prohibido en 1791, durante la era de Kansei. Durante las décadas siguientes, varias nuevas barajas fueron desarrolladas y prohibidas después porque se usaron casi exclusivamente para jugar con apuesta.
Sin embargo, el gobierno comenzó a darse cuenta de que alguna forma de baraja para juegos de cartas sería utilizada siempre por la gente común, y relajó sus leyes contra el juego. El resultado de todo esto fue un juego llamado Hanafuda, que combinó juegos japoneses tradicionales con las cartas con las que se jugaba al estilo occidental. Como las cartas hanafuda no tienen números (el propósito principal es asociar imágenes) y se tarda bastante tiempo para terminar una partida comparado con otros juegos, tiene un uso parcialmente limitado para jugar con apuesta. Sin embargo, es todavía posible jugar con apuesta asignando puntos a las combinaciones de imágenes. No obstante, los juegos de cartas no fueron ya tan populares como habían sido, debido a la represión gubernamental del pasado.

### Época moderna

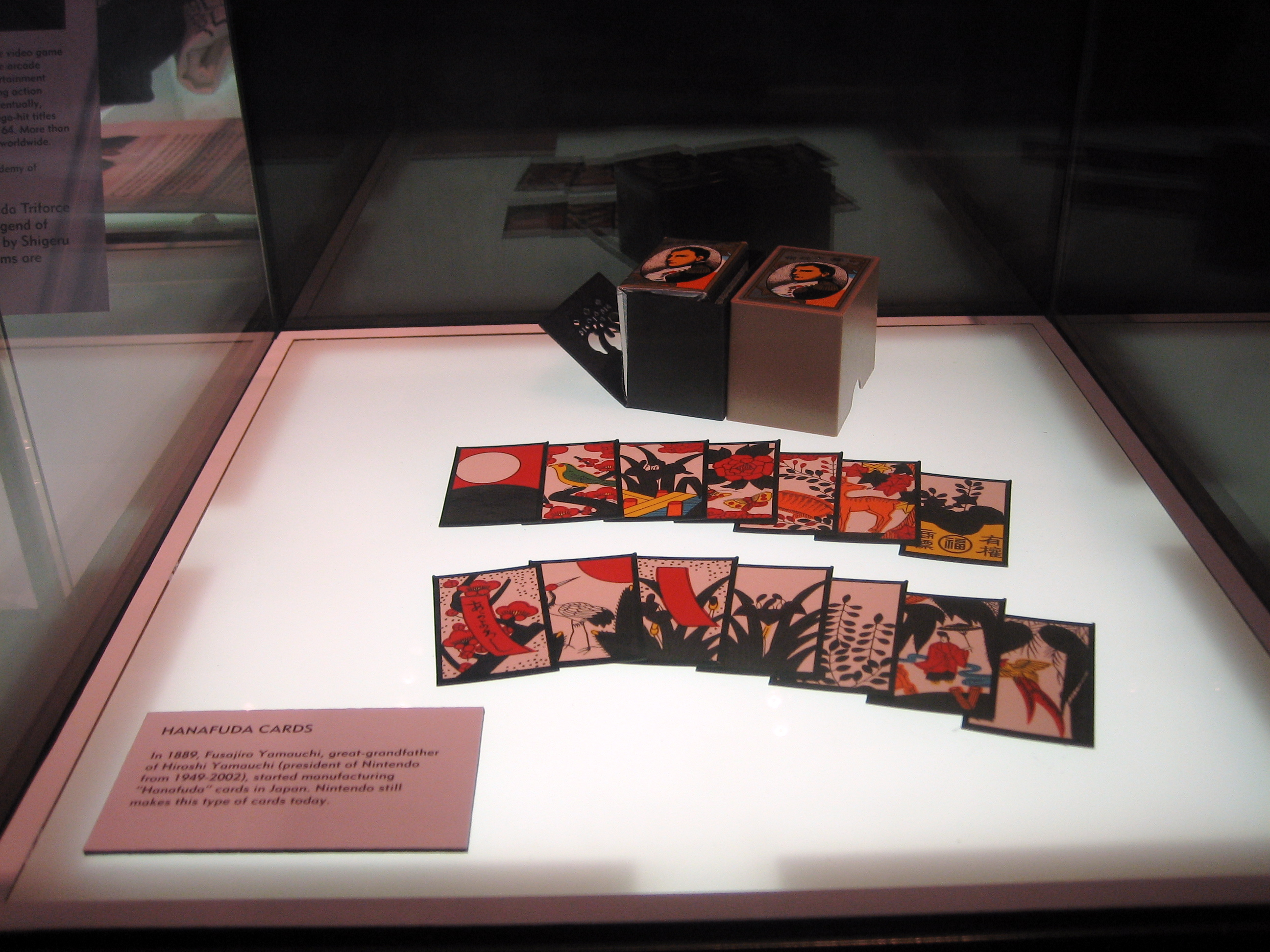
Juego de cartas Hanafuda de la empresa Nintendo.

Las cartas hanafuda se hicieron más populares durante la época moderna cuando Fusajirō Yamauchi fundó la empresa Nintendo en 1889 con el propósito de producir y vender cartas hanafuda hechas a mano. Aunque Nintendo se ha enfocado en producir videojuegos desde la década 1970, continúa produciendo esta clase de cartas en la región de Japón, incluidos conjuntos temáticos de hanafuda basados en Mario, Pokémon y Kirby. Un juego de Koi-Koi jugado con hanafuda está incluido en Clubhouse Games (2006) de Nintendo para Nintendo DS y Clubhouse Games: 51 Worldwide Classics (2020) para Nintendo Switch.
Aunque hoy en día las cartas hanafuda japonesas modernas se fabrican principalmente por Oishi Tengudo (1800) o Nintendo (1889), docenas de otras empresas han fabricado hanafuda, como Angel, Tamura Shogundo, Matsui Tengudo, Ace, Maruē y muchas más.
Es probable que las cartas hanafuda se introdujeran en Corea a finales de la década 1890 y en Hawái a principios del siglo XX. Desde entonces, empresas y particulares de Corea y Hawái han producido sus propias cartas hanafuda, a veces adaptando la imaginería japonesa original para adecuarse a ambas culturas. También se han creado para el público occidental barajas que fusionan hanafuda con Toranpu (トランプ, "Trumps", también conocida como la baraja estándar de 52 cartas). Estas barajas tienen índices en todas sus cartas e introducen un decimotercer palo que varía considerablemente según el fabricante (comodines, flores, objetos de imaginería japonesa, se dejan en blanco o se usan como palo de "nieve", se dejan como Reyes del occidente, etc.).

## Juegos
Juegos derivados de Mekuri:
- Hana-Awase (japonés: 花合わせ)
  - Minhwatu (coreano: 민화투)
  - Koi-Koi
    - Sakura (Koi-Koi estilo hawaiano)
    - Go-Stop

  - Roppyakken (japonés: 六百間)
  - Mushi
- Hachi
- Hachi-Hachi (japonés: 八八)
  - Sudaoshi
- Tensho

Juegos derivados de Yomi:
- Poka (juego de cartas) (japonés: ポカ)
- Hiyoko (ひよこ (花札))
- Isuri

Juegos derivados de Gabo Japgi/Kabufuda:
- Seotda (coreano: 섰다)
- Doryjytgo-ttang (coreano: 섰다#도리짓고땡)

## Unicode
En Unicode, un símbolo para representar hanafuda está disponible en U+1F3B4 🎴  en el bloque de Miscellaneous Symbols and Pictographs. Este carácter se representa típicamente como la carta Luna Llena con Cielo Rojo. Se añadió como parte de Unicode 6.0 en 2010 y a Unicode Emoji 1.0 en 2015.